# الانقلاب العسكري في توغو 1963

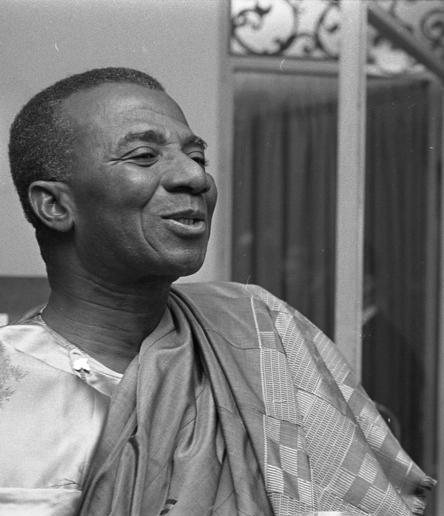
سيلفانوس أوليمبيو، أول رئيس لجمهورية توغو تم اغتياله من طرف مجنّدين خلال الانقلاب

انقلاب 1963 في توغو هو انقلاب عسكري وقع في جمهورية توغو في 13 يناير 1963.
قام الانقلابيون خلال هاته المحاولة بالسيطرة على المباني الحكومية واعتقال أعضائها و اغتيال أول رئيس لجمهورية توغو، سيلفانوس أوليمبيو، خارج سفارة الولايات المتحدة الأمريكية بالعاصمة لومي.